# Rockingham Speedway

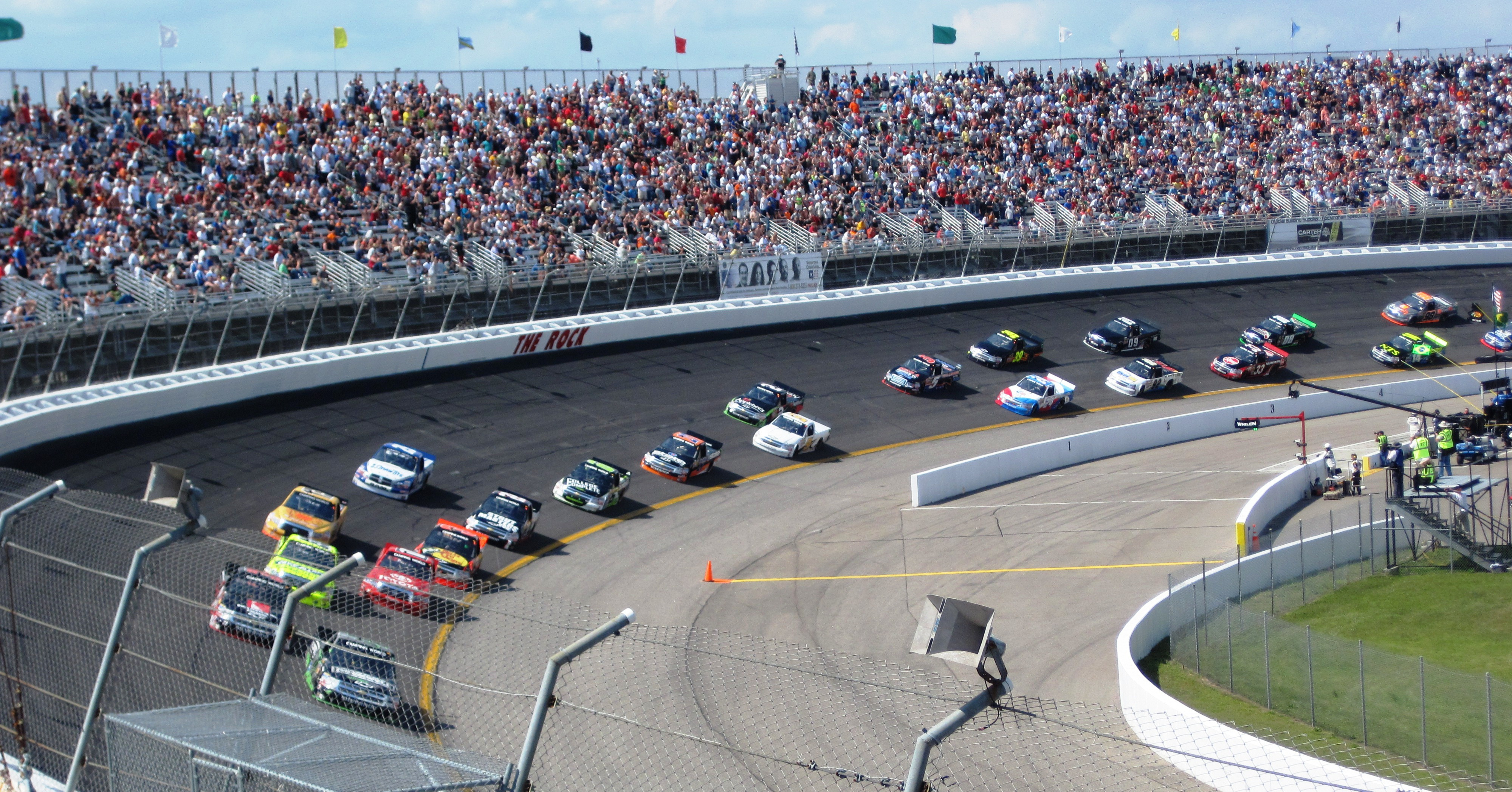
Rockingham Speedway

De Rockingham Speedway, oorspronkelijk de North Carolina Motor Speedway en later de North Carolina Speedway is een racecircuit gelegen in de Amerikaanse stad Rockingham in de staat North Carolina. Het is een ovaal circuit dat in 1965 in gebruik werd genomen. Het circuit heeft een lengte van 1,017 mijl (1,637 km). Het circuit heeft een tweede kleinere omloop die 0,526 mijl (0,847 km) lang is.
Tussen 1966 en 2004 werd op dit circuit jaarlijks de Subway 400 gehouden en tussen 1965 en 2003 de Pop Secret Microwave Popcorn 400, beide races uit de NASCAR Winston Cup. Er werd vanaf het begin van de jaren tachtig eveneens races georganiseerd uit de Busch Series, hier werd ook de laatste in 2004 gehouden. Momenteel wordt het circuit gebruikt voor races uit kleinere raceklassen zoals de ARCA Racing Series.
Het circuit mag niet verward worden met de Britse Rockingham Motor Speedway.